# 青木正夫
青木 正夫（あおき まさお、1924年6月20日 - 2007年8月7日）は、日本の建築学者、建築家。九州大学名誉教授。

## 概要
1924年（大正13年）6月20日、山口県都濃郡富田町で生まれた。生家は裕福な地主であった。1932年に徳山中学を卒業し、同年4月に旧制広島高等学校へ入学。1934年9月、東京帝国大学第一工学部建築学科へ進学。大学では吉武泰水に師事。1948年3月に東京大学を卒業し、その際には辰野金吾賞を受賞。その後は同大学に進み、1953年3月に特別研究生前後期課程を満期退学。
1953年8月に、東北大学工学部助手に就任。翌1954年4月に講師昇格。九州大学に建築学科が新設されることとなり、1956年9月より九州大学工学部助教授となった。1961年12月に学位論文『小中学校の建築計画的研究』を東京大学に提出して工学博士号を取得。1970年に教授に昇格し、以降1988年の退官まで、30年以上にわたって九州大学で教鞭を執った。この間、集合住宅、農村集落、学校建築、病院など、幅広い分野を対象に建築計画学の確立に寄与した。
1988年3月に九州大学を退任後は、九州産業大学工学部教授として引き続き後進の育成にあたった。1999年に九州産業大学を退任し、その後はそれまでのキャリアを生かして株式会社メイ建築研究所代表取締役に就いた。2007年8月7日に死去。

### 職歴
- 1953年（昭和28年）8月 - 東北大学工学部助手
- 1954年（昭和29年）4月 - 東北大学工学部講師
- 1956年（昭和31年）9月 - 九州大学工学部助教授
- 1970年（昭和45年）1月 - 九州大学工学部教授
- 1987年（昭和62年）10月 - 西安冶金建築学院客員教授（終身）
- 1988年（昭和63年）3月 - 九州大学定年退官
- 1988年（昭和63年）4月 - 九州産業大学工学部教授
- 1990年（平成2年） - 九州産業大学工学部長（- 1992年）
- 1998年（平成10年）4月 - 九州産業大学特任教授
- 1999年（平成11年）3月 - 九州産業大学退官
- 1999年（平成11年）4月 - 株式会社メイ建築研究所代表取締役
- 2005年（平成17年）5月 - 株式会社メイ建築研究所最高顧問

## 受賞・栄典
- 1966年4月：日本建築学会論文賞受賞
- 2002年11月：勲三等旭日中綬章を受章[5]
- 2007年4月：日本建築学会賞大賞を受賞。「建築計画学の理論的体系と東アジア地域の学術交流の発展に尽くした功績」により授与。

## 著作
単著
- 『建築計画学』8 学校（丸善 1976年）

共著書
- 『住宅と都市の話』（彰国社 1952年）
- 『学校建築技術』（社団法人日本建築学会 1954年）
- 『建築学体系』32 学校・体育施設（彰国社 1957年）
- 『党家村[6]－中国北方の伝統的農村集落』（世界図書出版公司北京分公司出版 1992年）
- 『中廊下の住宅:明治大正昭和の暮らしを間取りに読む』(青木正夫, 岡俊江, 鈴木義弘 住まいの図書館出版局 2009年)[7]

## 資料
- 青木正夫小伝(株式会社メイ建築研究所)HP